# NGC 3382
NGC 3382 je dvojna zvijezda u zviježđu Malom lavu.

## Vanjske poveznice
- (eng.) SEDS: NGC 3382
- (eng.) Revidirani Novi opći katalog
- (eng.) Izvangalaktička baza podataka NASA-e i IPAC-a
- (eng.) Astronomska baza podataka SIMBAD
- (eng.) VizieR